# Liste de prix d'ingénierie
Cette liste de prix d'ingénierie est article listant les distinctions remarquables récompensant des réalisations en ingénierie. 

## Présentation
Elle inclut les prix en Ingénierie et technologie spatiale, génie chimique, génie civil, génie électrique, génie électronique, Ingénierie des structures et science des systèmes. 
Elle exclut les prix liés à l'informatique, aux sciences informatiques, au design industriel, au génie mécanique, aux véhicules automobiles, à la santé et à la sécurité au travail et aux technologies spatiales, qui font l'objet de listes distinctes.

## Prix internationaux
| Prix                                                   | Organisation                                                    | Réf.   |
| ------------------------------------------------------ | --------------------------------------------------------------- | ------ |
| International Award of Merit in Structural Engineering | International Association for Bridge and Structural Engineering | [ 1 ]  |
| David W. Taylor Medal                                  | Society of Naval Architects and Marine Engineers                | [ 2 ]  |
| Edison Award                                           | Edison Awards                                                   |        |
| Frank Newman Speller Award                             | NACE International                                              | [ 3 ]  |
| INCOSE Pioneer Award                                   | International Council on Systems Engineering                    | [ 4 ]  |
| Médaille Lavoisier                                     | International Society for Biological Calorimetry                | [ 5 ]  |
| Luigi G. Napolitano Award                              | Congrès international d'astronautique                           | [ 6 ]  |
| Mondialogo Engineering Award                           | Daimler AG, UNESCO                                              | [ 7 ]  |
| Paul F. Forman Team Engineering Excellence Award       | Optical Society                                                 | [ 8 ]  |
| UNESCO Niels Bohr Medal                                | UNESCO                                                          | [ 9 ]  |
| Wright Brothers Medal                                  | SAE International                                               | ,      |
| Giorgio Quazza Medal                                   | International Federation of Automatic Control                   | [ 13 ] |

## Afrique
| Pays           | Prix                           | Organisation                                    | Réf.   |
| -------------- | ------------------------------ | ----------------------------------------------- | ------ |
| Afrique du Sud | Bernard Price Memorial Lecture | South African Institute of Electrical Engineers | [ 14 ] |

## Amériques
| Pays       | Prix                                                    | Organisation                                                                                                  | Réf.   |
| ---------- | ------------------------------------------------------- | --- | ------ |
| Canada     | Anneau de fer martelé                                   | Rites d'engagement de l'ingénieur                                                                             | ,      |
| Canada     | Thomas W. Eadie Medal                                   | Royal Society of Canada                                                                                       | [ 17 ] |
| Chili      | National Prize for Applied Sciences and Technologies    | National Prize for Sciences                                                                                   | [ 18 ] |
| États-Unis | Arthur M Wellington prize                               | American Society of Civil Engineers                                                                           | [ 19 ] |
| États-Unis | ASME Leonardo Da Vinci Award                            | American Society of Mechanical Engineers                                                                      | [ 20 ] |
| États-Unis | ASME Medal                                              | American Society of Mechanical Engineers                                                                      | ,      |
| États-Unis | ASTM International Award of Merit                       | ASTM International                                                                                            |        |
| États-Unis | Abel Bliss Professorship                                | School of Engineering, University of Illinois at Urbana–Champaign                                             |        |
| États-Unis | Academy Scientific and Technical Award                  | Academy of Motion Picture Arts and Sciences                                                                   | [ 23 ] |
| États-Unis | Alfred Noble Prize                                      | American Society of Civil Engineers                                                                           |        |
| États-Unis | Azriel Rosenfeld Award                                  | International Conference on Computer Vision : Institute of Electrical and Electronics Engineers               |        |
| États-Unis | Charles Goodyear Medal                                  | American Chemical Society, Rubber Division                                                                    |        |
| États-Unis | Charles Stark Draper Prize                              | National Academy of Engineering                                                                               |        |
| États-Unis | Claud A. Jones Award                                    | American Society of Naval Engineers                                                                           |        |
| États-Unis | Daniel Guggenheim Medal                                 | American Society of Mechanical Engineers etc.                                                                 |        |
| États-Unis | Dick Volz Award                                         | Georgia Tech                                                                                                  | [ 24 ] |
| États-Unis | Donald P. Eckman Award                                  | American Automatic Control Council                                                                            |        |
| États-Unis | Curtis W. McGraw Research Award                         | American Society for Engineering Education                                                                    |        |
| États-Unis | Drucker Medal                                           | American Society of Mechanical Engineers                                                                      |        |
| États-Unis | Elliott Cresson Medal                                   | Franklin Institute                                                                                            |        |
| États-Unis | Elmer A. Sperry Award                                   | American Institute of Aeronautics and Astronautics, American Society of Mechanical Engineers etc.             |        |
| États-Unis | Engineer's Ring                                         | Order of the Engineer                                                                                         |        |
| États-Unis | Enrico Fermi Award                                      | United States Department of Energy                                                                            |        |
| États-Unis | Eringen Medal                                           | Society of Engineering Science                                                                                |        |
| États-Unis | Federal Engineer of the Year Award                      | National Society of Professional Engineers                                                                    |        |
| États-Unis | Frank P. Brown Medal                                    | Franklin Institute                                                                                            |        |
| États-Unis | Benjamin Franklin Medal in Mechanical Engineering       | Franklin Institute                                                                                            |        |
| États-Unis | George M. Low award                                     | NASA |        |
| États-Unis | George Westinghouse Award (ASEE)                        | American Society for Engineering Education                                                                    |        |
| États-Unis | Gibbs Brothers Medal                                    | National Academy of Sciences                                                                                  |        |
| États-Unis | Goethals Medal                                          | Society of American Military Engineers                                                                        |        |
| États-Unis | Gordon Prize                                            | National Academy of Engineering                                                                               |        |
| États-Unis | Harold Brown Award                                      | United States Air Force                                                                                       |        |
| États-Unis | Harold Pender Award                                     | University of Pennsylvania School of Engineering and Applied Science                                          |        |
| États-Unis | Harry C. Bigglestone Award                              | National Fire Protection Association Fire Technology                                                          | [ 25 ] |
| États-Unis | Hoover Medal                                            | American Society of Mechanical Engineers etc.                                                                 |        |
| États-Unis | IEEE David Sarnoff Award                                | Institute of Electrical and Electronics Engineers                                                             |        |
| États-Unis | IEEE Edison Medal                                       | Institute of Electrical and Electronics Engineers                                                             |        |
| États-Unis | IEEE Eric E. Sumner award                               | Institute of Electrical and Electronics Engineers                                                             |        |
| États-Unis | IEEE Fourier Award                                      | Institute of Electrical and Electronics Engineers                                                             |        |
| États-Unis | IEEE Medal of Honor                                     | Institute of Electrical and Electronics Engineers                                                             |        |
| États-Unis | IEEE Nikola Tesla Award                                 | Institute of Electrical and Electronics Engineers                                                             |        |
| États-Unis | IEEE Simon Ramo Medal                                   | Institute of Electrical and Electronics Engineers                                                             |        |
| États-Unis | Igor I. Sikorsky Human Powered Helicopter Competition   | Vertical Flight Society                                                                                       |        |
| États-Unis | Intel Outstanding Researcher Award                      | Intel |        |
| États-Unis | Joan Hodges Queneau Medal                               | National Audubon Society American Association of Engineering Societies                                        |        |
| États-Unis | John Fritz Medal                                        | American Association of Engineering Societies                                                                 |        |
| États-Unis | John Price Wetherill Medal                              | Franklin Institute                                                                                            |        |
| États-Unis | John R. Ragazzini Award                                 | American Automatic Control Council                                                                            |        |
| États-Unis | John Tyndall Award                                      | IEEE Photonics Society The Optical Society                                                                    |        |
| États-Unis | John von Neumann Theory Prize                           | Institute for Operations Research and the Management Sciences                                                 |        |
| États-Unis | LTPP Data Analysis Contest                              | American Society of Civil Engineers                                                                           |        |
| États-Unis | Lavoisier Medal (Dupont)                                | DuPont |        |
| États-Unis | Lemelson–MIT Prize                                      | Lemelson Foundation                                                                                           | [ 26 ] |
| États-Unis | Marconi Prize                                           | Marconi Society                                                                                               |        |
| États-Unis | Marie Pistilli Award                                    | Design Automation Conference                                                                                  |        |
| États-Unis | Max Jakob Memorial Award                                | American Institute of Chemical Engineers                                                                      |        |
| États-Unis | NAS Award in Aeronautical Engineering                   | National Academy of Sciences                                                                                  |        |
| États-Unis | Nathan M. Newmark Medal                                 | American Society of Civil Engineers                                                                           |        |
| États-Unis | Norman Medal                                            | American Society of Civil Engineers                                                                           |        |
| États-Unis | Percy Nicholls Award                                    | American Institute of Mining, Metallurgical, and Petroleum Engineers American Society of Mechanical Engineers |        |
| États-Unis | Phil Kaufman Award                                      | Electronic System Design Alliance                                                                             |        |
| États-Unis | PICMET Medal of Excellence                              | Portland International Center for Management of Engineering and Technology                                    |        |
| États-Unis | Pioneer Award (Aviation)                                | IEEE Aerospace and Electronic Systems Society                                                                 |        |
| États-Unis | Primetime Engineering Emmy Award                        | Academy of Television Arts & Sciences                                                                         |        |
| États-Unis | Raymond D. Mindlin Medal                                | American Society of Civil Engineers                                                                           | [ 27 ] |
| États-Unis | Richard E. Bellman Control Heritage Award               | American Automatic Control Council                                                                            |        |
| États-Unis | Rufus Oldenburger Medal                                 | American Society of Mechanical Engineers                                                                      |        |
| États-Unis | Russ Prize                                              | National Academy of Engineering                                                                               | [ 28 ] |
| États-Unis | SPIE Gold Medal                                         | SPIE (Society of Photo-Optical Instrumentation Engineers)                                                     |        |
| États-Unis | Sharon Keillor Award for Women in Engineering Education | American Society for Engineering Education                                                                    | [ 29 ] |
| États-Unis | Steel bridge competition                                | American Society of Civil Engineers                                                                           |        |
| États-Unis | Stuhlinger Medal                                        | International Electric Propulsion Conference : Electric Rocket Propulsion Society                             |        |
| États-Unis | TEC Awards                                              | TEC Foundation for Excellence in Audio, NAMM Show                                                             |        |
| États-Unis | Technology & Engineering Emmy Award                     | National Academy of Television Arts and Sciences                                                              |        |
| États-Unis | Theodore von Karman Medal                               | American Society of Civil Engineers                                                                           |        |
| États-Unis | Thomas Fitch Rowland Prize                              | American Society of Civil Engineers                                                                           |        |
| États-Unis | Timoshenko Medal                                        | American Society of Mechanical Engineers                                                                      |        |
| États-Unis | Victor A. Prather Award                                 | American Astronautical Society                                                                                |        |
| États-Unis | Walter L. Huber Civil Engineering Research Prize        | American Society of Civil Engineers                                                                           |        |
| États-Unis | Washington Award                                        | American Institute of Mining, Metallurgical, and Petroleum Engineers etc.                                     |        |
| États-Unis | William Lawrence Saunders Gold Medal                    | American Institute of Mining, Metallurgical, and Petroleum Engineers                                          |        |
| États-Unis | Worcester Reed Warner Medal                             | American Society of Mechanical Engineers                                                                      |        |

## Asie
| Pays         | Prix                                                     | Organisation                                                         | Réf. |
| ------------ | -------------------------------------------------------- | -------------------------------------------------------------------- | ---- |
| Inde         | Shanti Swarup Bhatnagar Prize for Science and Technology | Council of Scientific and Industrial Research Gouvernement de l'Inde |      |
| Inde         | Aryabhata Award                                          | Astronautical Society of India                                       |      |
| Inde         | Infosys Prize in Engineering and Computer Science        | Infosys Science Foundation                                           |      |
| Inde         | Om Prakash Bhasin Award                                  | Om Prakash Bhasin Foundation                                         |      |
| Iran         | Khwarizmi International Award                            | Iranian Research Organization for Science and Technology             |      |
| Malaisie     | Malaysia Most Prominent Engineering Leader Award         | Board of Engineers Malaysia (BEM)                                    |      |
| Corée du Sud | Ho-Am Prize in Engineering                               | Samsung                                                              |      |

## Europe
| Pays            | Prix                                                  | Organisation                                                                                        | Réf.   |
| --------------- | ----------------------------------------------------- | --------------------------------------------------------------------------------------------------- | ------ |
| Danemark        | Niels Bohr International Gold Medal                   | Danish Society of Engineers, Niels Bohr Institute Royal Danish Academy of Sciences                  |        |
| Europe          | Schwäbisch Gmünd Prize                                | European Academy of Surface Technology (EAST)                                                       | [ 30 ] |
| Finlande        | Millennium Technology Prize                           | Tekniikan Akatemia -säätiö                                                                          |        |
| France          | Médaille Lavoisier                                    | Société chimique de France                                                                          |        |
| Allemagne       | Berthold Leibinger Innovationspreis                   | Berthold Leibinger Stiftung                                                                         |        |
| Allemagne       | Ludwig Prandtl Ring                                   | Deutsche Gesellschaft für Luft- und Raumfahrt                                                       |        |
| Allemagne       | Eduard Rhein Prize                                    | Eduard Rhein Foundation                                                                             |        |
| Allemagne       | Otto Hahn Prize                                       | Société allemande de chimie Société allemande de physique Ville de Francfort                        |        |
| Allemagne       | Werner von Siemens Ring                               | Stiftung Werner-von-Siemens-Ring                                                                    | [ 31 ] |
| Grèce           | The Hellenic Society for Systemic Studies Award       | Hellenic Society for Systemic Studies                                                               |        |
| Grèce           | The Hellenic Society for Systemic Studies Medal       | Hellenic Society for Systemic Studies                                                               |        |
| Hongrie         | International Dennis Gabor Award                      | NOVOFER Foundation                                                                                  |        |
| Italie          | Pirelli Internetional Award                           | Pirelli                                                                                             |        |
| Italie          | Marconi Prize                                         | Marconi Society                                                                                     |        |
| Italie          | Marconi Junior Prize                                  | Guglielmo Marconi Foundation                                                                        |        |
| Pays-Bas        | Kamerlingh Onnes Award                                | Royal Dutch Association of Refrigeration                                                            | y      |
| Norway          | Betongtavlen                                          | Association of Norwegian Architects                                                                 |        |
| Suède           | Nitro Nobel Gold Medal                                | Dyno Nobel                                                                                          | [ 32 ] |
| Suisse          | Anton Tedesko Medal                                   | International Association for Bridge and Structural Engineering                                     | [ 33 ] |
| Grande-Bretagne | IET Achievement Medal                                 | Institution of Engineering and Technology                                                           |        |
| Grande-Bretagne | Beilby Medal and Prize                                | Institute of Materials, Minerals and Mining Royal Society of Chemistry Society of Chemical Industry |        |
| Grande-Bretagne | Bessemer Gold Medal                                   | Institute of Materials, Minerals and Mining                                                         |        |
| Grande-Bretagne | British Construction Industry Awards                  | Institution of Civil Engineers                                                                      |        |
| Grande-Bretagne | Castner Medal                                         | Society of Chemical Industry                                                                        |        |
| Grande-Bretagne | Clifford Paterson Lecture                             | Royal Society                                                                                       |        |
| Grande-Bretagne | Engineering Leadership Award                          | Royal Academy of Engineering                                                                        |        |
| Grande-Bretagne | George E. Davis Medal                                 | Institution of Chemical Engineers                                                                   |        |
| Grande-Bretagne | Gold Medal of the Institution of Structural Engineers | Institution of Structural Engineers                                                                 |        |
| Grande-Bretagne | IET A F Harvey Prize                                  | Institution of Engineering and Technology                                                           |        |
| Grande-Bretagne | IET Faraday Medal                                     | Institution of Engineering and Technology                                                           |        |
| Grande-Bretagne | IET Mountbatten Medal                                 | Institution of Engineering and Technology                                                           |        |
| Grande-Bretagne | International Medal                                   | Royal Academy of Engineering                                                                        |        |
| Grande-Bretagne | James Alfred Ewing Medal                              | Institution of Civil Engineers                                                                      |        |
| Grande-Bretagne | Kelvin Gold Medal                                     | Institution of Civil Engineers                                                                      |        |
| Grande-Bretagne | Kremer prize                                          | Human Powered Flight Group                                                                          |        |
| Grande-Bretagne | Longitude rewards                                     | British government                                                                                  |        |
| Grande-Bretagne | MacRobert Award                                       | Royal Academy of Engineering                                                                        |        |
| Grande-Bretagne | Progress Medal                                        | Royal Photographic Society                                                                          |        |
| Grande-Bretagne | President's Medal                                     | Royal Academy of Engineering                                                                        | [ 34 ] |
| Grande-Bretagne | Prince Philip Medal                                   | Royal Academy of Engineering                                                                        | [ 35 ] |
| Grande-Bretagne | Queen Elizabeth Prize for Engineering                 | Queen Elizabeth Prize for Engineering Foundation Royal Academy of Engineering                       |        |
| Grande-Bretagne | Saltire Prize                                         | |        |
| Grande-Bretagne | Sir Frank Whittle Medal                               | Royal Academy of Engineering                                                                        |        |
| Grande-Bretagne | Structural Awards                                     | Institution of Structural Engineers                                                                 | [ 36 ] |
| Grande-Bretagne | Sugden Award                                          | The Combustion Institute (British Section)                                                          |        |
| Grande-Bretagne | Telford Medal                                         | Institution of Civil Engineers                                                                      | [ 37 ] |
| Grande-Bretagne | Young Woman Engineer of the Year Award                | Institution of Engineering and Technology                                                           |        |